# Avis de mise en recouvrement
 (février 2015).
Si vous disposez d'ouvrages ou d'articles de référence ou si vous connaissez des sites web de qualité traitant du thème abordé ici, merci de compléter l'article en donnant les références utiles à sa vérifiabilité et en les liant à la section « Notes et références ».
 (décembre 2015).
Pour les articles homonymes, voir AMR.
L'avis de mise en recouvrement (AMR) est un titre exécutoire qui constate la créance de l’État sur un contribuable qui n'a pas payé tout ou partie de ses impôts à échéance. C'est également un titre exécutoire que les services fiscaux se délivrent à eux-mêmes pour permettre la prise en charge de la créance.

## Effets de l'avis de mise en recouvrement et situations donnant lieu à son établissement

### Effets de l'avis de mise en recouvrement
L'avis de mise en recouvrement a pour effet :
- d'authentifier la créance de l’État ;
- d'ouvrir un délai de régularisation, s'agissant des impôts mis à la charge du contribuable, avant la mise en demeure valant commandement de payer. De ce fait, l'avis de mise en recouvrement impose de payer, dans un délai plus ou moins long selon les pays, les impôts à la charge du contribuable ;
- d'ouvrir le délai de recours contentieux à l'encontre des impositions figurant sur l'avis de mise en recouvrement ;
- d'ouvrir le délai de prescription de l'action en recouvrement.

### Situations donnant lieu à l'établissement de l'avis de mise en recouvrement
Elles sont pratiquement similaires dans tous les pays. Ainsi, l'avis de mise en recouvrement est établi et notifié au contribuable dans les cas ci-après :
- une déclaration liquidative ou auto-liquidative qui n’est pas accompagnée des moyens de paiement ;
- lors du dépôt d’une déclaration non liquidative ;
- lors du dépôt de la dernière pièce de procédure dans le cadre d’un contrôle fiscal ;
- en cas de défaut de déclaration, nonobstant les mises en demeure et les relances.

## Procédure d'établissement de l'avis de mise en recouvrement
L'initiative de l'émission de l'AMR appartient aux centres des impôts ou aux comptables publics, le chef de centre agissant en la matière comme ordonnateur des recettes fiscales. Au niveau des services centraux, les cellules de gestion et de contrôle de la direction des grandes entreprises (DGE).